# Pralong
Pralong és un municipi francès situat al departament del Loira i a la regió d'Alvèrnia-Roine-Alps. L'any 2007 tenia 844 habitants.

## Demografia

### Població
El 2007 la població de fet de Pralong era de 844 persones. Hi havia 305 famílies de les quals 50 eren unipersonals (25 homes vivint sols i 25 dones vivint soles), 92 parelles sense fills, 150 parelles amb fills i 13 famílies monoparentals amb fills.
La població ha evolucionat segons el següent gràfic:
Habitants censats

### Habitatges
El 2007 hi havia 333 habitatges, 304 eren l'habitatge principal de la família, 16 eren segones residències i 14 estaven desocupats. 315 eren cases i 18 eren apartaments. Dels 304 habitatges principals, 246 estaven ocupats pels seus propietaris, 49 estaven llogats i ocupats pels llogaters i 8 estaven cedits a títol gratuït; 8 tenien dues cambres, 21 en tenien tres, 100 en tenien quatre i 174 en tenien cinc o més. 225 habitatges disposaven pel capbaix d'una plaça de pàrquing. A 101 habitatges hi havia un automòbil i a 179 n'hi havia dos o més.

### Piràmide de població
La piràmide de població per edats i sexe el 2009 era:
| Homes | Edats   | Dones |
| ----- | ------- | ----- |
| 0     | 95 o +  | 4     |
| 0     | 90 a 94 | 0     |
| 0     | 85 a 89 | 8     |
| 4     | 80 a 84 | 0     |
| 16    | 75 a 79 | 4     |
| 4     | 70 a 74 | 12    |
| 8     | 65 a 69 | 16    |
| 12    | 60 a 64 | 8     |
| 20    | 55 a 59 | 20    |
| 16    | 50 a 54 | 12    |
| 36    | 45 a 49 | 28    |
| 40    | 40 a 44 | 24    |
| 20    | 35 a 39 | 44    |
| 24    | 30 a 34 | 28    |
| 32    | 25 a 29 | 16    |
| 24    | 20 a 24 | 24    |
| 20    | 15 a 19 | 32    |
| 24    | 10 a 14 | 24    |
| 24    | 5 a 9   | 24    |
| 24    | 0 a 4   | 4     |

## Economia
El 2007 la població en edat de treballar era de 573 persones, 438 eren actives i 135 eren inactives. De les 438 persones actives 407 estaven ocupades (226 homes i 181 dones) i 31 estaven aturades (8 homes i 23 dones). De les 135 persones inactives 45 estaven jubilades, 56 estaven estudiant i 34 estaven classificades com a «altres inactius».

### Ingressos
El 2009 a Pralong hi havia 307 unitats fiscals que integraven 873,5 persones, la mediana anual d'ingressos fiscals per persona era de 17.747 €.

### Activitats econòmiques
Dels 20 establiments que hi havia el 2007, 1 era d'una empresa extractiva, 4 d'empreses de fabricació d'altres productes industrials, 6 d'empreses de construcció, 3 d'empreses de comerç i reparació d'automòbils, 3 d'empreses de serveis, 1 d'una entitat de l'administració pública i 2 d'empreses classificades com a «altres activitats de serveis».
Dels 5 establiments de servei als particulars que hi havia el 2009, 1 era un taller de reparació d'automòbils i de material agrícola, 1 guixaire pintor, 2 fusteries i 1 lampisteria.
L'any 2000 a Pralong hi havia 18 explotacions agrícoles que ocupaven un total de 644 hectàrees.

## Equipaments sanitaris i escolars
El 2009 hi havia una escola elemental integrada dins d'un grup escolar amb les comunes properes formant una escola dispersa.

## Poblacions més properes
El següent diagrama mostra les poblacions més properes.